# Hamigera strongylata
Hamigera strongylata är en svampdjursart som beskrevs av Burton 1934. Hamigera strongylata ingår i släktet Hamigera och familjen Hymedesmiidae.
Artens utbredningsområde är havet kring Australien. Inga underarter finns listade i Catalogue of Life.